# La vie en rose (album In-Grid)
La vie en rose – druga płyta włoskiej wokalistki In-Grid zawierająca w większości nowe wersje znanych francuskich piosenek, wykonywanych w oryginale m.in. przez Édith Piaf, Joe Dassina czy Jacques'a Brela. Album został wydany 9 sierpnia 2004.
Nagrania w Polsce uzyskał status złotej płyty.

## Lista utworów
Wydanie oryginalne
1. Un beau roman (une belle histoire) 4:05
2. Les Champs Élysées 3:54
3. Chanson d'amour 3:25
4. Et maintenant 4:21
5. Non je ne regrette rien 4:20
6. La mer 3:57
7. La vie en rose 3:36
8. Les feuilles mortes 4:05
9. Ne me quitte pas 3:59
10. Un homme et une femme 4:06
11. Milord 4:03
12. Accordéoniste 4:20
13. Milord (Sky Dreamer Remix) 3:22

Wydanie polskie
1. Milord 3:25 - dance
2. La vie en rose 3:29 - pop
3. Les Champs Élysées (Dance Version) 3:19 - dance
4. Accordéoniste 4:16 - pop
5. Un beau roman (une belle histoire) 3:58 - chill out
6. Chanson d'amour 3:17 - chill out
7. Un homme et une femme 4:03 - bossanova
8. Les feuilles mortes 3:59 - bossanova
9. Ne me quitte pas 3:52 - chill out
10. La mer 3:49 - jazz
11. Et maintenant 4:15 - chill out
12. Non je ne regrette rien 4:12 - jazz
13. Les Champs Élysées 3:45 - bossanova

## Ciekawostki
Polskie wydanie otrzymało także inną okładkę, która ma przywoływać skojarzenia z Francją i Paryżem. Jest to portret piosenkarki na tle Wieży Eiffle'a. Natomiast wydanie oryginalne oparte jest na motywie róży - zgodnie z tytułem płyty, do którego dodano także swego rodzaju wstęp „Chilling with In-Grid” (Relaks z In-Grid).
W obu wydaniach pojawiły się błędy ortograficzne w tytułach piosenek. Są to kolejno (pogrubiona jest grafia niezgodna z j. francuskim; symbol _ oznacza brakującą literę): Un beau roman (un_ belle historie), Les Champs Elisees, Ne mas quitte pas, Accordeonist_, Un hom_e et un_ femme, Les feuil_es mortes. 